# Nationalpark Syöte

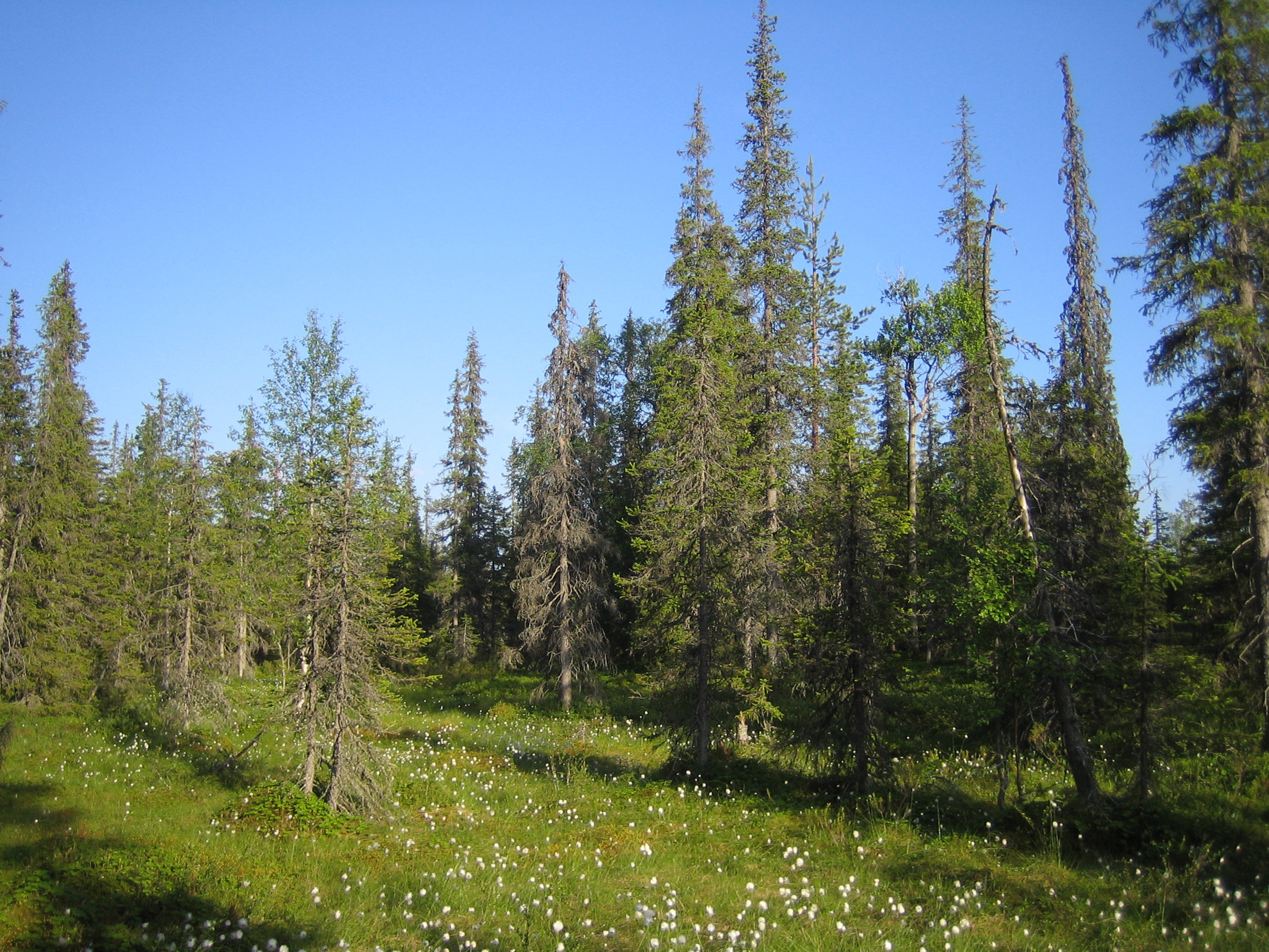
Der Syöte National Park in Finnland

Der Syöte-Nationalpark, originalsprachlich Syötteen kansallispuisto (finnisch) oder Syöte nationalpark (schwedisch), ist ein Nationalpark im Süden von Finnisch-Lappland. Er liegt im Norden der Landschaft Ostbottnien im nordöstlichen Teil der Gemeinde Pudasjärvi, etwa 50 Kilometer vom Gemeindezentrum Kurena entfernt. Der Name Syöte stammt aus dem Samischen.

## Geographie
Die höchste Erhebung des 299 km² umfassenden Nationalparks ist der Iso-Syöte („Groß-Syöte“ 432 m), ein Fjäll mit eiszeitlicher Prägung, der sich über die Baumgrenze erhebt. An den Südabhängen der Berge kann man alte Strände aus der Zeit des Abschmelzens der Gletscher erkennen. Im Park befinden sich bewaldete Hügel, zahlreiche Sümpfe und ein alter Baumbestand. 

## Vorgeschichte
Die Tischsteine (Opfersteine) am Hang des Fjälls sind etwa 6500 Jahre alt. Hier opferten samische Jäger den Göttern Gaben des Waldes und des Sees.

## Nutzung und Verwaltung
Der im Jahr 2000 gegründete Park ist ein beliebtes Ziel für Familien, Wanderer und Mountainbiker. Im Winter zieht das weitverzweigte Loipen-Netz Langläufer an. Es gibt auch eine Blockhaussauna. Auf dem Gipfel des Pikku-Syöte („Klein-Syöte“ 386 m) liegt ein Jugend- und Freizeitzentrum.
Verwaltet wird Syöte wie alle Nationalparks in Finnland von Metsähallitus, einem staatlichen Unternehmen, das staatliche Forst- und Wasserflächen bewirtschaftet. In Naturschutzgebieten gelten die Jedermannsrechte nicht wie üblich. 